# 費歇爾噁唑合成
費歇爾噁唑合成（德語：Fischer-Oxazolsynthese）指等量羟腈和芳香醛溶于无水醚中，通入干燥的氯化氢，得到取代噁唑。此反应由德国化学家赫尔曼·埃米尔·费歇尔在1896年发现。